# Повторные посевы
Повто́рные посе́вы — вторичные посевы сельскохозяйственных растений на поле после уборки урожая основной культуры, дающие урожай в год посева. Также под этим термином понимают пересев выпавших после зимовки озимых или пострадавших от возвратных заморозков яровых культур.
Различают повторные посевы на протяжении одного года, когда после сбора ранних культур высевают следующие и посевы одной и той же культуры на одном поле два или несколько лет подряд (например, посевы хлопчатника, риса, пшеницы и так далее). Повторные посевы произведённые на протяжении одного сезона позволяют производительнее использовать пашню и получить больший объём сельскохозяйственной продукции с единицы площади. Применение данной аграрной технологии распространено в достаточно увлажнённых районах с продолжительной тёплой осенью, а также в условиях орошаемого земледелия.
В Средней Азии, Закавказье, на Северном Кавказе и южных районах Украины применяют пожнивные посевы (например, после уборки озимого ячменя участки засевают другой зерновой культурой — гречихой, просом, ранней кукурузой, горохом) и получают второй урожай (зерно или зелёную массу).
Кроме того, в тех же и более северных районах используют поукосные посевы — после уборки первой культуры до стадии физиологической спелости (например, озимой ржи на зелёный корм) выращивают кормовую капусту, турнепс.
Повторные посевы одной и той же культуры, способной не снижать урожайность при повторном выращивании на одном и том же поле на протяжении ряда лет, возможны при условии достаточного удобрения и увлажнения. Кроме того, данную методику применяют также на запольных участках (не входящих в севооборот), например, в случае выращивания конопли на протяжении двух — трёх лет подряд на хорошо удобренном навозом коноплянике.